# 공포의 황금 부두
《공포의 황금 부두》는 1971년 공개된 대한민국의 영화이다.

## 배역
- 윤정희
- 김희라
- 김지수
- 독고성
- 주증녀
- 장혁
- 방인자
- 송재호
- 이강조
- 이민철
- 이예민
- 권오상
- 김광일
- 조춘
- 남충일
- 김경오
- 임예심
- 조학자
- 석인수
- 지계순